# Càrtel de Medellín
El càrtel de Medellín va ser una organització criminal colombiana especialitzada en el tràfic de cocaïna entre Amèrica del Sud i els Estats Units, desenvolupat a partir de la ciutat de Medellín, i el principal període d'activitat del qual se situa als anys 1980. El càrtel va operar entre 1970 i 1980 a Bolívia, Colòmbia, a Hondures, Perú, als Estats Units però també al Canadà i a Europa. Va ser fundat per José Gonzalo Rodríguez Gacha, Pablo Escobar, els germans Ochoa (Fabio, Jorge Luis i Juan David) i Carlos Lehder.
En el seu apogeu, el càrtel de Medellín exportava unes quantes tones de cocaïna cada setmana, activitat amb què ingressaven almenys 420 millions de dòlars per setmana i aproximadament 25 mil milions per any. El càrtel controlava llavors el 90 % del mercat als Estats Units i el 80 % del mercat europeu de la cocaïna. El terme « càrtel de Medellín » va ser creat l'any 1986 per dos periodistes del Miami Herald.

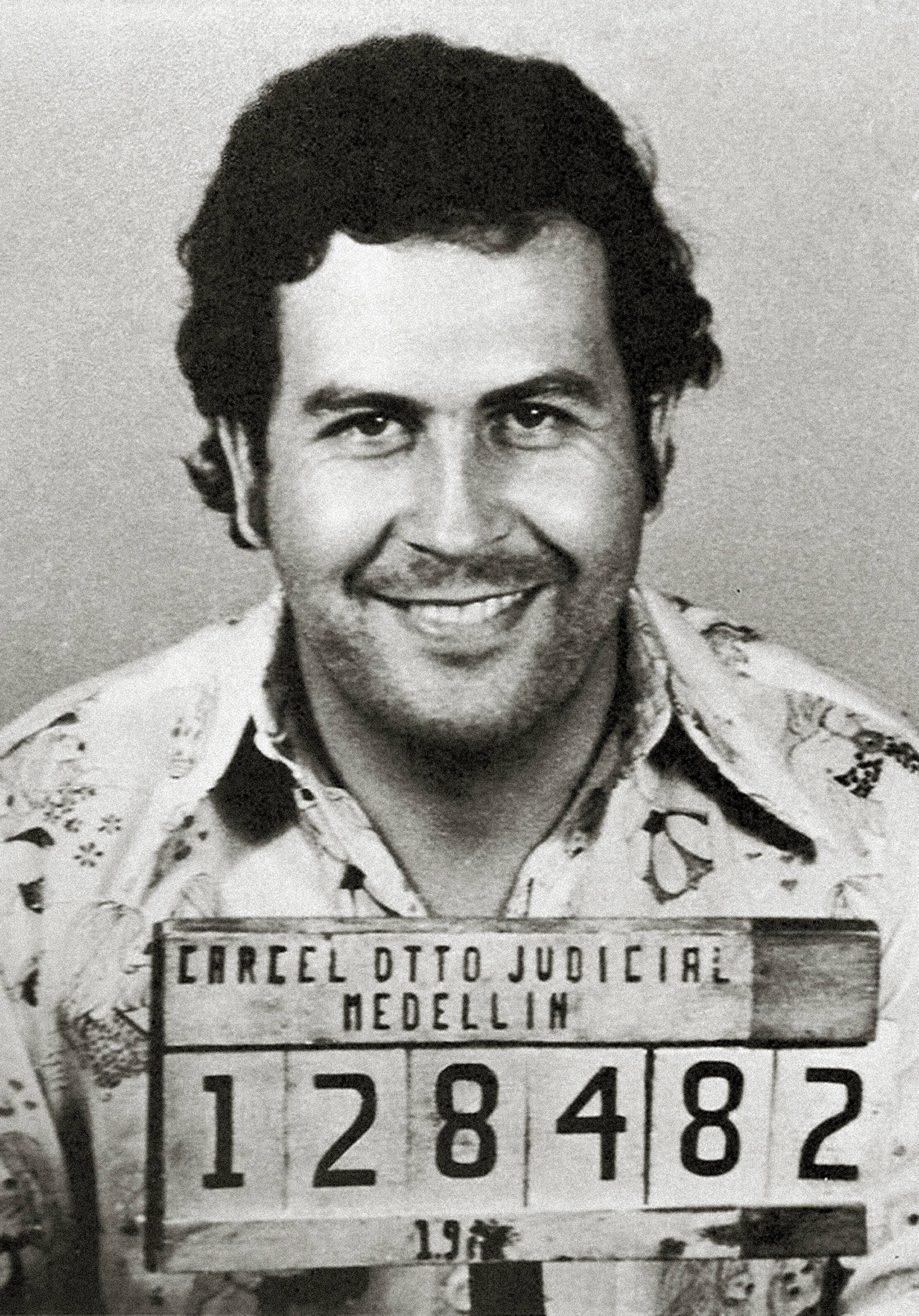
Pablo Escobar, cap del càrtel

## Història

Organigrama del càrtel de Medellín

El càrtel de Medellín va ser fundat per un padrí d'origen basc anomenat Fabio Ochoa. Els principals membres eren José Gonzalo Rodríguez Gacha, Pablo Escobar, els germans Ochoa (Fabio, Jorge Luis i Juan Davis) i Carlos Lehder. El càrtel estava constituït per diverses branques, de les quals destaquen els homes encarregats de la protecció dels estupefaents, així com els treballadors dedicats a la comercialització de la cocaïna.
El càrtel de Medellín era la xarxa més extensa de narcotraficants del món, sospitós d'haver patrocinat i executat milers d'assassinats de jutges, polítics, periodistes, policies, militars i altres. S'ha avaluat que aquest càrtel va proporcionar del 70 al 80 % de la producció mundial de cocaïna durant els anys 1980. La xifra de negocis del càrtel es comptava en mils de milions de dòlars (a prop de 25 mil milions de dòlars l'any 1981), que, en part, eren invertits a ajudar la població proletària de les ciutats i de les barraques de Medellín.
El nom de càrtel li ha estat donat perquè es funda sobre el mateix esquema que els càrtels d'empreses: els diferents caps d'empreses comparteixen els recursos com les rutes, però gestionen de manera separada els seus beneficis. Va rebre el nom de la ciutat de Medellín on se situaven les principals operacions del càrtel i que era el lloc d'origen dels responsables.
El càrtel de Medellín es va desintegrar amb la mort de Pablo Escobar, la de José Gonzalo Rodríguez Gacha, així com de la majoria dels seus guardaespatlles, abatuts per les forces de policia, o empresonats a perpetuïtat… Molt pocs entre ells són encara vius.

### Naixement i desenvolupament (1976-1984)

#### Història i organització
L'origen del càrtel data de l'any 1976 quan petits grups de traficants de drogues es van unir, donant naixement al càrtel de Medellín. Van decidir associar-se per tal de crear una empresa il·legal que es va desenvolupar de manera important tant en l'àmbit econòmic com militar pels beneficis deguts al narcotràfic. Els caps visibles eren Pablo Escobar (« El Padrino »), originari de Rionegro, i Gonzalo Rodríguez Gacha (« El Mexicano »), originari de Cundinamarca, cap militar i traficant. Els socis eren els germans Fabio, Jorge Luis i Juan David Ochoa, originaris de Medellín. Carlos Lehder, germano-colombià que parlava normalment anglès, tenia accés als Estats Units gràcies al seu amic George Jung que era un veterà del tràfic de marihuana. Hi havia també Griselda Blanco, la mentor de Pablo Escobar.
Al segon rang hi havia Gustavo Gaviria i Roberto Escobar, respectivament cosí i germà de Pablo Escobar; s'ocupaven especialment de la gestió de la comptabilitat. Hi havia també un gran nombre de joves reclutats per diferents finalitats, i que començaven a ser coneguts pels seus diferents malnoms (John Jairo Arias Tascón àlies Pinina, Jhon Jairo Velásquez àlies Popeye, Mario Alberto Castaño Molina àlies El Chopo, Dandeny Muñoz Mosquera àlies La Quica, Branches Muñoz Mosquera àlies Tayson, Carlos Mario Alzate Urquijo àlies El Arete, El negro Pabón, HH, El angel…). Al final dels anys 1980, el càrtel tenia més de 2.000 homes únicament a l'organització militar.

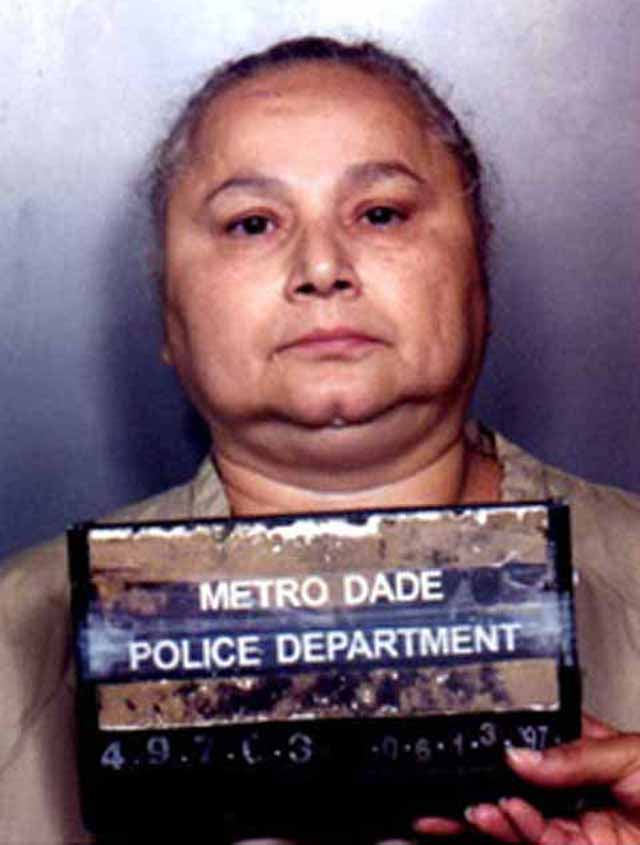
Griselda Blanco

#### Funcionament del narcotràfic
Els traficants de drogues importaven al començament dels anys 1970 la coca del Perú, i de Bolívia, i la transformaven en cocaïna, al bosc del Sud de Colòmbia. La producció era realitzada a la jungla al sud de Colòmbia i era transportada gràcies a pistes clandestines cap a zones de embarcament a altres zones del país.
La novetat d'aquesta organització de narcotràfic va ser utilitzar els mitjans aeris per portar la cocaïna als Estats Units desenvolupant-hi un mercat de la droga. Des de la jungla colombiana, la cocaïna era transportada per petits avions que volaven a molt baixa altura a sobre del mar, fins a les costes de les Bermudes, de les Bahames i de Florida. El pilot associat de Pablo Escobar, Carlos Lehder àlies « El Mágico », va comprat fins i tot una illa situada a Florida, sobre la qual va fer construir una pista d'aterratge on transitaven tots els avions que descarregaven i feien escala entre Colòmbia i els Estats Units. Una vegada arribat, el carregament era descarregat i gràcies als socis que compraven la droga, milions de dòlars eren portats a Colòmbia.

#### Corrupció
En el seu apogeu el càrtel de Medellín amenaçava la sobirania i la integritat del govern de Colòmbia. La debilitat del govern a l'època permetia al càrtel imposar-se com a tal. Als barris de Medellín, on la pobresa i la misèria copejaven, les organitzacions intentaven controlar o compartir el poder. Tanmateix, en el cas del càrtel de Medellín, els traficants s'imposaven intentant controlar la regió. Barrejant l'amenaça als suborns, els traficants oferien a les autoritats policíaques i governamentals sumes equiparables a multinacionals i que feien difícil el rebuig, ja que un rebuig marcava la seva fi. Exercint així un cert control sobre els representants governamentals i executius, era més fàcil prosperar al càrtel.
Batlle de Medellín entre 1980 a 1982, Álvaro Uribe (president de Colòmbia entre 2002 i 2010) va concedir a prop de 200 llicències de vol a avions i helicòpters pertanyents (sota noms falsos) a Carlos Lehder, Pablo Escobar, Fabio Ochoa i altres « narcos » del Càrtel. El fet va ser llavors denunciat pel Consell nacional dels estupefaents. Les campanyes electorals d'Álvaro Uribe i de diversos altres polítics de la regió de Medellín van rebre finançament del càrtel.

#### Carrera política de Pablo Escobar
Pablo Escobar decideix desenvolupar una nova cara de la seva carrera, esdevé delegat suplent electe l'any 1982 a la cambra dels representants sota els colors del Partit liberal. Gran mecenes, gasta milions als barris pobres, construint fins i tot un barri sencer en l'emplaçament d'un abocador, el Barrio Pablo Escobar. Així durant aquest període, Escobar es serveix de la seva fortuna guanyada al narcotràfic per tal de daurar la seva imatge. Tanmateix molt ràpidament el govern comença a criticar aquesta visió, el ministre de Justícia i el president del govern comencen a organitzar persecucions. D'aquesta manera, canvia el clima entre el càrtel de Medellín i el govern.
L'any 1984, l'elecció de Pablo Escobar és invalidada i el càrtel de Medellín comença una campanya violenta contra el govern que continuarà fins a la fi i la mort dels principals actors del càrtel.

### Desenvolupament de la fase extremadament violenta (1984-1989)

#### Començament de l'oposició a Pablo Escobar
L'arribada a la cambra dels representants de Pablo Escobar, porta el ministre de Justícia a criticar-lo obertament i a acusar-lo dels nombrosos crims i delictes que havia comès. Aquesta acusació pública conduirà a fer públics els diferents crims i delictes de Pablo Escobar, girant la imatge pública del cap del càrtel de Medellín. Aquesta oposició del govern conduirà a la seva expulsió de la Cambra dels diputats i a la confiscació dels seus béns. A partir d'aquest moment, Pablo Escobar porta una guerra total contra el govern i tots els seus opositors.

#### Guerra contra el càrtel de Cali
Al mig dels anys 1980 es va desenvolupar un enfrontament entre els narcotraficants del càrtel de Medellín i els del càrtel de Cali. L'origen de l'enfrontament entre els dos càrtels és encara desconegut però sembla degut al control del narcotràfic als Estats Units. Les principals manifestacions d'aquesta guerra van ser assassinats comesos a Cali, Medellín, Nova York així com a d'altres ciutats. Uns atemptats van apuntar les instal·lacions d'una cadena legal de farmàcia « Drogas la Rebaja », pertanyent al càrtel de Cali; un cotxe va esclatar el 13 de gener de 1988 a la propietat Mónaco de Pablo Escobar a Medellín. El càrtel de Cali va donar suport econòmic a la lluita del grup il·legal « Los Pepes » als anys 1992 i 1993.

#### Narcoterrorisme
A la segona meitat dels anys 1980 es desenvolupa un enfrontament bèl·lic contra el càrtel de Cali. A més del narcotràfic, el càrtel de Medellín, principalment Pablo Escobar i José Gonzalo Rodríguez Gacha (els germans Ochoa no havien estat mai acusats d'actes de terrorisme) van participar en les activitats delictives dels dos grups « Muerte a Secuestradores » (« MAS ») i « Los Extraditables ». Aquests actes consistien en assassinats i actes de terrorisme contra civils i contra el govern colombià.
El grup MAS era un grup paramilitar creat al començament dels anys 1980 pel càrtel de Medellín en represàlia al rapte d'una de les germanes dels germans Ochoa i d'altres propers dels caps narcotraficants pel grup Movimiento 19 d'Abril (M-19, grup de guerrilla nacionalista d'esquerra hostil al narcotràfic). Després de diversos atacs mutus i segons diversos testimoniatges dels seus membres, es va acordar una treva entre l'M-19 i Pablo Escobar, el MAS va aturar les seves accions. Els paramilitars assassinaven també sindicalistes, periodistes i militants comunistes o liberals d'esquerre, suposats simpatitzants dels grups de guerrilla (FARC, ELN, EPL, M-19).
El càrtel de Medellín assassina el 17 de desembre de 1986, Guillermo Cano Isaza, periodista d'El Espectador, que s'oposava a la influència dels càrtels en la política nacional. Va ser assassinat per ordre de Pablo Escobar Aquest mateix periòdic que s'oposava al càrtel va ser víctima d'un cotxe bomba el 2 de setembre de 1989. Els diners acumulats per Pablo Escobar feia d'ell l'una de les persones més riques del planeta segons la revista Forbes que el classificava l'any 1989 en el setè lloc de les persones més riques al món.
El 18 d'agost de 1989, el cartel de Medellín assassina el candidat a l'elecció presidencial del Partit Liberal Colombià, Luis Carlos Galán, opositor declarat del càrtel de Medellín i favorable a un tractat amb els Estats Units que permetés l'extradició dels traficants de droga als Estats Units. El grup Los Extraditables (persones susceptibles de ser extradites) va ser creat per tal d'oposar-se a la política d'extradició dels traficants de droga als Estats Units pel govern colombià. Van començar llavors un cert nombre d'actes terroristes com assassinats de polítics, jutges, militars, i explosions de cotxes-bomba. La seva divisa era "preferim una tomba a Colòmbia que una presó als Estats Units » El 27 de novembre de 1989, el càrtel intenta assassinar César Gaviria, successor de Luis Carlos Galán, candidat a la presidència colombiana fent esclatar el vol 203 d'Avianca, i causant 110 morts. César Gaviria tanmateix no havia embarcat a l'avió, i va ser elegit president de Colòmbia l'any 1990. La mort de dos americans a l'avió va contribuir a reforçar els mitjans donats pels Estats Units, per tal de lluitar contra el càrtel de Medellín i Pablo Escobar.

### Fi (1989-1993)

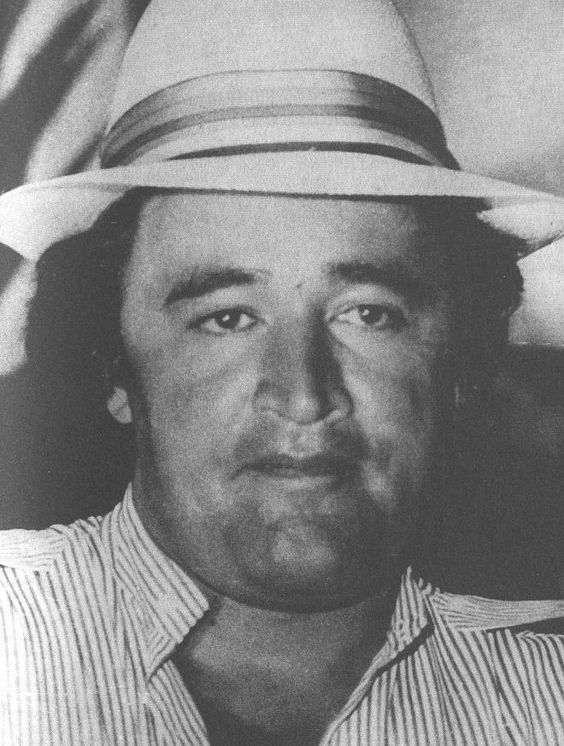
José Gonzalo Rodriguez Gacha

José Gonzalo Rodríguez Gacha, també conegut amb el nom de El Mexicano, va ser famós per la violència en l'explotació de la maragda. A més de la violència lligada a les drogues, va mantenir sempre relacions amb paramilitars per combatre les FARC i la Unió patriòtica (partit polític d'esquerra delmat pels narcotraficants). A la mort de Gacha l'any 1989, Pablo Escobar havia acumulat tants enemics que es va crear el grup de Los Pepes (acrònim de Perseguidos Por Pablo Escobar), que es van aliar a Fidel Castaño, Carlos Castaño i futurs comandants dels grups d'Autodefenses unides de Colòmbia que es van atacar tant legalment, com il·legalment al càrtel de Medellín, amb el suport del govern colombià.
El càrtel de Medellín va desaparèixer durant l'any 1993 després de la mort o l'empresonament dels seus caps.